# Edificio del Banco de España (Barcelona)
La sede del Banco de España en Cataluña se encuentra en Barcelona, con fachadas a la plaza de Cataluña y al Portal del Ángel. Obra del arquitecto Juan de Zavala Lafora, fue inaugurada en el año 1955. Su patio de operaciones alberga dos murales de considerable tamaño realizados por el pintor Josep Maria Sert.

## Servicios
El Banco de España en Barcelona opera con entidades de crédito y ofrece los siguientes servicios al público:
- Recogida de billetes y monedas falsos.
- Canje de billetes deteriorados.
- Suscripción de deuda pública.
- Solicitud de información de la Central de Información de Riesgos (CIR).
- Presentación, ante el Departamento de Conducta de Mercado y Reclamaciones, de quejas y consultas relativas a los servicios bancarios que prestan las entidades de crédito.

## Antigua sede en la ciudad
En 1932, la sucursal del Banco de España estaba situada en la avenida de la Catedral, actual Edificio Caixa Catalunya. Durante la guerra civil española, el domicilio del Banco de España se trasladó de la sede central en Madrid a la sucursal de Barcelona, en aplicación del Decreto de 30 de octubre de 1937 que trasladaba el Gobierno de la República a Barcelona.